# 貴ノ花利彰
貴ノ花 利彰（たかのはな としあき、1950年2月19日 - 2005年5月30日）は、北海道室蘭市出身（番付上は青森県）で二子山部屋に所属した大相撲力士。本名は花田 満（はなだ みつる）。最高位は東大関。身長183センチメートル (cm)、体重114キログラム (kg)、血液型はB型。得意技は左四つ、寄り、吊り、上手投げ。「土俵の鬼」と謳われた第45代元横綱で初代若乃花の弟である血統と、細身で均整に優れる体格と甘いマスクから「角界のプリンス」と称され、大相撲と日本のスポーツで人気を博す。位階は従五位、旭日小綬章受章。 
1993年に次男の花田光司が四股名を「貴花田」から「貴ノ花」へ改名後は「初代貴ノ花」や「先代貴ノ花」など称される。

## 来歴
貴ノ花こと花田満は1950年2月19日に、室蘭市で10人兄弟の末子として生まれた。兄は初代若乃花と若緑陸奥之丞（三段目）、母は武ノ里武三の又従姉、義兄に大豪久照、長男は第66代横綱で3代目若乃花の花田虎上、次男は第65代横綱の貴乃花光司、元配偶者は元女優の藤田憲子、孫に花田優一と白河れいがいる。

### 土俵の鬼の末弟
満が誕生した時、長兄の勝治（若乃花）はすでに22歳で幕内力士となっており、巡業がてら帰省した際に実家で初めて満と対面した。最初は結婚した姉の子供だと思っていたが、両親から「お前の弟だ」と聞かされて仰天し、「いい加減にせえや。何人産んだら気がすむんだ」と半ば呆れたという。1955年に父親が死去すると残された母や兄姉は兄である初代若乃花の下に引っ越しをすることになり、家族は東京に引っ越した。
杉並区立東田中学校在学中に水泳で名を上げ、オリンピック選手の候補になるほどだった。専門はバタフライで100mにて中学新記録を出し、1968年メキシコシティーオリンピック代表でメダルも期待された高田康雄とはライバル関係にあった。2人で交互に中学記録を更新したほどの実力で、将来のオリンピック候補選手だった。
しかしながら、兄でもある二子山（初代若乃花）の相撲部屋への入門を希望した。二子山は、もう一人の弟である陸奥之丞が失敗するのを目の当たりにしていたため猛反対した。二子山はあるテレビ番組で、『オリンピックのドン・ショランダーの活躍を見て、弟には相撲よりも水泳のオリンピック選手になってもらいたかった。』と語っている。結局、母が説得してくれたので、「いいか、今日からは父（22歳離れた兄である勝治は、父が早くに亡くなった後は兄弟たちの父代わりだった。）とも兄とも思うな、敵だと思え!」と兄弟の縁を切ることを条件に入門を許可した。後に巷間に名言として伝わった「水泳じゃメシは食えない（から力士になろうと思った）」の発言について、師弟揃って否定している。一方で自伝『あたって砕けろ』には「水泳では将来が不安だ。そして出した結論が、相撲のプロの道を選ぶということだった」の記述がある。当時は水泳のオリンピックで金メダルを獲得しても経済的に恵まれるような時代ではなく、体の大きな若者がスポーツで身を立てようとすると、野球か相撲ぐらいしか選択肢がなかった。

### 二子山部屋入門
1965年（昭和40年）5月場所、本名のままで初土俵を果たす。兄から師匠へと立場の変わった二子山は、花田を徹底的に厳しく指導した。「弟だから甘くしている」と言われないため、二子山は花田にわざと厳しく接していたといわれている。実際、二子山は陸奥之丞を肉親の情から甘やかして大成させることができなかったことによるトラウマを持っていた。新弟子時代のある時にぶつかり稽古で失神すると、二子山にそのまま隅田川へ投げ込まれた。兄弟子たちからも限度を超えたしごきを受けたとも伝わる。二子山の指導は厳しく弟が仕返しの標的にされた。二子山は日頃から「相撲に入った以上、痛いとか苦しいということを口にするな」と教えていた。そのため貴ノ花は1965年7月場所を6勝1敗の成績で終えて序ノ口優勝を果たした後に、東京へ帰り日大病院に入院した時も病気が悪化するまで誰にも言わずに頑張った。
当時、まだ日本大学の相撲部員だった輪島が二子山部屋に稽古に来た際、十両時代の貴ノ花が相手をしたことがあった。年齢は輪島の方が貴ノ花より2歳上なのだが、プロの十両力士の方が強いだろうとの周囲の予想に反し、貴ノ花は学生の輪島に負けてしまった。これに怒った二子山が「おい！黒い廻しを持って来い!」と怒鳴ったエピソードがある。相撲の稽古用の廻しは、十両以上の関取が白で幕下以下は黒とする決まりがあり、二子山は学生の輪島に負けた貴ノ花に対して「満よ、お前には関取の資格はない!」と怒ったのである。
1965年7月場所序ノ口で優勝、1968年（昭和43年）3月場所に18歳0ヶ月の史上最年少（当時）で新十両となり、新十両の場所も8勝7敗と勝ち越して初土俵以来17場所連続勝ち越しの新記録（当時）を樹立した。同年5月場所には7勝8敗と負け越したものの9月場所で11勝4敗の成績で十両優勝を果たし、11月場所には新入幕を果たした。18歳8ヶ月15日での入幕は武藏山の19歳5ヶ月1日を破り、これも当時の新記録であった。これにより、兄の若乃花とともに明治以降では初の兄弟幕内力士となった。
新入幕当時、二日酔いで稽古を休もうとしたところを二子山に見つかったことがあった（当時未成年であったが、取的時代の兄弟子の強要もあり、飲酒は常態化していた。）。激怒した二子山は花田を青竹で殴って叩き起こし（聞くところによると、布団が血で真っ赤になるまで叩きつけたらしい。）、稽古場に連れていった。

### 角界のプリンス
新入幕の1968年11月場所は8勝7敗と勝ち越したが、1969年（昭和44年）1月場所は7勝8敗と負け越した。次の3月場所は初日黒星の後2日目に急性上気道炎のため、不戦敗・途中休場となった。7日目から再出場したが5連敗を喫し、この場所一つも白星を挙げられず（8敗7休）に12日目に2度目の不戦敗・再休場となる。
その後一度十両に下がり、再入幕するまでの間のある時に40度の高熱を押して出場した結果肝硬変寸前の状態になったことがある。1969年(昭和44年)5月場所で花田から貴ノ花と改名、1970(昭和45年)1月場所で再入幕を果たし10勝5敗で敢闘賞を獲得した。同年9月場所は新小結で9勝を挙げ殊勲賞を獲得、場所後に藤田憲子との結婚式を挙げた（媒酌人は二子山部屋後援会長である安西浩・東京ガス社長）。同年11月場所では7勝8敗と負け越したものの、連日の健闘が讃えられ会場（当時）の福岡スポーツセンターから表彰された。その後、横綱の大鵬との対戦（1971年（昭和46年）1月場所5日目）で足を負傷するが、5月場所5日目にその大鵬に黒星をつけて名を上げた（大鵬は、この日の敗戦を最後に引退した。）。大鵬との対戦成績は通算2勝3敗であった。この1月場所は途中休場の憂き目にあったが、1月20日に誕生した長男の勝に病院で対面して「まずはこの子のためにも頑張らなきゃ。」と意識が変わった。その後も9月場所6日目、大関の清國に足を取られながら逆転勝ちをするなど驚異的な足腰の強さを発揮し、角界一の人気を不動のものとした。7日目には横綱の玉の海と対戦、もろ差しになり土俵際まで攻めながら差した両腕を抱えられ、吊り出しで敗れた。玉の海とは7回対戦したが貴ノ花は1度も勝てず、玉の海の堂々とした相撲ぶりや稽古熱心さを尊敬し目標としたものの1971年10月、玉の海が急逝したためついに恩返しをすることはできなかった。新入幕当時からの対戦相手として羽黒岩と大麒麟（対戦当初の四股名は羽黒岩が戸田、大麒麟が麒麟児）を苦手としていた。両者とも喧嘩四つ（玉の海同様、羽黒岩、大麒麟も右四つ。貴ノ花は左四つ。）の相手であり、立合い一気の押し相撲を得意とする羽黒岩には通算3勝9敗（貴ノ花が大関昇進後も1不戦敗を含めて1勝4敗）、柔軟で差し身が良く腰の重い大麒麟にも通算6勝13敗（貴ノ花が大関昇進後も2勝6敗）と玉の海同様、貴ノ花にとっては苦手な対戦相手でもあった。
大鵬の1人勝ちにより低迷していた大相撲の人気が息を吹き返したのは、貴ノ花が幕内に登場したのがきっかけであるとされている。
「かばい手」「つき手」論争を巻き起こした横綱の北の富士戦（1972年（昭和47年）1月場所8日目）では、立合いから攻めに攻めた北の富士が土俵中央で外掛けを強襲、しかし貴ノ花が残したため、北の富士がもう一本の足も外掛けにして両外掛けの体勢となった。掛けもたれる北の富士を貴ノ花がわずかに左へ振ったかとおもうと、北の富士が右手を土俵に着いた 。約5分間も協議が続く大物言いとなるが、結果審判団は「かばい手」と判定して北の富士の勝ちとした（貴ノ花は既に「死に体」だと判断された。）。このとき「つき手」を主張したものの受け入れられず、差し違えとされた立行司25代木村庄之助も千秋楽まで謹慎となり、3月場所前には廃業に追い込まれる事態となった。当時の映像（正面から）を見ると、どちらが有利か際どい内容である。一方、死に体の判断では足の形が重要な基準となるが、写真を見ると（東方からのものが多い）貴ノ花の両足はつま先立ちながらも足の指でしっかりと土俵を噛んでおり、北の富士をうっちゃろうとする力にあふれているようにも見える。
3月場所7日目に両者は再戦したが、このときも土俵際でもつれる展開となり再び行司差し違え（このときの行司は22代式守伊之助）、今度は北の富士が勇み足を取られ敗れている（取組後、北の富士は「“かばい手”はあるのに“かばい足”はないのか」と語ったといい、2016年に出版された自著では「僕は自分の顔をかばっただけ」と改めてかばい手であると主張した）。こうした貴ノ花の強靭な足腰、奇跡的な逆転勝利の連続に対し当時の相撲解説者である玉ノ海梅吉が、「貴ノ花の足腰にはもうひとつの生命がある」との名セリフを残した。
同門の花籠部屋に入門した輪島とはライバル同士になり、共に激しい争いを演じていた。その一方で、プライベートでは大の親友だったともいわれている。両者大関取りとなる1972年9月場所の千秋楽では輪島との水入りの熱戦で負けはしたものの、場所後に二人が揃って大関に昇進した。貴ノ花は昇進前3場所で33勝挙げた一方、直近場所が10勝どまりであった点で注文がついたが前述の熱戦が評価されたことや、輪島と一時代を築き上げることが待望されていたことが後押しになって大関推挙が実現した。ちなみに、この千秋楽は当時の皇太子一家（上皇、上皇后、今上天皇、秋篠宮）が観戦しており、この大熱戦に大喜びした様子がNHKのテレビ中継を通して全国に流れた。
大関昇進当初、貴ノ花は「自分の場合は、周りが大関、大関と騒いでくれたのが結果的に良くって、なれたものと思う」と自分が昇進の機運に乗っかって昇進したと自覚するところを語り、大関昇進伝達式の使者が来るまで昇進を実感できなかった。当時、体力的な問題について記者から聞かれた時には、「自分じゃ無理に体重を増やしてもかえっていけないと思っているが……総合的な体力は、そりゃもっと強くしたいがね。それよりもこのままの体でもっと強くなればいい」と答えている。太れなかったことに関しては、後に北の富士が「貴ノ花の阿佐ヶ谷の頃の部屋の食事を見たら、野菜中心。まあ、肉も食べてたんだろうけど」と当時について証言している。北の富士は、ほとんどベジタリアンのような食事に驚き、あのような食事では太れないと嘆息していたとも伝わる。97kgの体重では力士としてみっともないからと、新入幕を機に公称106kgとしたとも言われる。

### 大関時代
ライバルの輪島は大関4場所目に全勝優勝して綱を取ったが、一方の貴ノ花はなかなか優勝できなかった。周囲からは「貴輪時代」（きりん じだい）を期待されたが結局のところ実現せず、その後に急成長してきた怪童・北の湖にも実力面で追い抜かれ、「輪湖時代」（りんこ じだい）が訪れることになったのである。
1974年（昭和49年）7月場所の貴ノ花は休場明けで体調が万全でなかったが、優勝争いのトップを走っていた大関の北の湖と12日目に対戦し、北の湖を吊り出しで破った。この一番は小兵の貴ノ花が、巨漢の力士を豪快に破った名勝負の一つとして記憶されることになる。その北の湖は11日目まで全勝で輪島に2差をつけ、優勝を手中に収めたと思われていたがこの貴ノ花戦で敗れたこともあって千秋楽には1差を逆転され、輪島に優勝を奪われた。ただし前の場所で優勝していた北の湖は場所後、21歳で横綱に昇進している。
1975年（昭和50年）ごろのある時から貴ノ花は、「ただガマンすることではダメなのだ。ガマンをしたって病気は悪くこそなれ、良くはならない。悪いところを治療していかなければならない」ことに気づいた。以来、稽古が終わって風呂をあがると温湿布を約20分間続け、東京にいるときは温湿布の他に特殊な器具で首と腰椎を引き延ばす治療も行い、外出する時には腰にカイロを入れ保温することを忘れなかった。そうした努力もあってか、3月場所には場所中に若三杉と毎朝10番から20番取ってもスタミナ切れを起こさない体ができあがり、11日目の豊山を終えた時点で「今場所は疲れはほとんど残っていない。まだ5分ぐらいの長い相撲を3倍ぐらいとっても平気だ」といつになく強気な言葉を吐いていた。千秋楽は13勝1敗の貴ノ花と12勝2敗の北の湖の対戦となり、貴ノ花が勝てば初優勝だったが負けて13勝2敗同士の優勝決定戦にもつれこんだ。休憩時間に北の湖が床山に髷を整えてもらうなか黙想していたのに対し、貴ノ花も支度部屋で乱れた髷もそのままに黙々と四股を踏み続けた。決定戦で貴ノ花は仕切り2回目でつっかけ、北の湖もこれに対して4回目の仕切りでつっかけた。しかし、時間いっぱいになってからはお互いにけん制して立てず、制限時間後4回目に立った。北の湖は右で上手を引き、貴ノ花は左を引きつけ、左に頭を下げて食いついた。正面土俵で北の湖は強引な上手投げを放ったが、腰の据わっている貴ノ花はぐっとこらえた。貴ノ花は右手を送り、左手を浅く入れてぐっと腰を落とし西土俵によって出ると、北の湖はこらえきれずに土俵を割った。北の湖を下し、悲願の初優勝を果たした。その瞬間、場内では興奮した観客が投げた座布団がかつてないほどに乱れ飛び、土俵や天井が見えなくなるほどの光景となったが、これも貴ノ花の人気がいかに凄まじかったかを物語るものである。優勝旗は、本来なら審判部長の高砂が渡すべきところだったが、協会の粋な計らいによって兄であり師匠でもある二子山審判部副部長の手から渡された。優勝旗授与の瞬間、「土俵の鬼」と言われた師の二子山の目には、涙が浮かんでいたのを相撲中継のカメラが捉えた。二子山は貴ノ花のこの優勝劇に対して、「ワシが部屋を持って13年。早く関取を出したいとは思ったが、まさか、13年目で優勝力士が出るとは思わなかった。貴ノ花は妻を持ち、子を持ち、人の親となって大きく成長した。技術的にはまだまだだが、今度は、当然横綱を目ざさなくてはならない。そのためには今までどおり、相撲に関しては兄でも弟でもない師匠として厳しく鍛えていかなければならないと思う。花田家はオクテだから、貴ノ花が本当の力を発揮するのはこれからと信じている。最高位を目指し、相撲命の灯が消えた時、兄弟として盃を酌み交わしたい。それまでは横綱を目ざして2人で頑張る……。」と頑なにコメントしている。大鵬親方も「わずか2場所ぐらいの間にこんなに大きく変わった人も珍しい。相撲の取り口もガラッと変わったし、精神的にも著しい成長の跡が伺える」と驚きの声を上げていた。
同年9月場所にも貴ノ花は北の湖との優勝決定戦を制し、12勝3敗で2回目の優勝を果たす。2回の優勝の後には横綱昇進を期待されたが、次の場所では好成績を出せず目標となる綱取りは果たせなかった。貴ノ花もこのころから腎臓病や足の怪我に悩まされていたといわれ、開運を期待して貴乃花と改名もしたが効果はなく、すぐに元の貴ノ花に戻している。
結局のところ貴ノ花の優勝はこの1975年の2回のみで、この頃が貴ノ花の力士としての全盛期だったといえる。以後はゆるやかに力が衰えていき、大関在位50場所の当時史上1位の記録は立てたが優勝争いに絡むことはほとんどなくなり、1977年（昭和52年）1月場所に12勝3敗、3月場所に13勝2敗と2差ながら優勝次点の成績を収めた時を例外として、以後は新聞記事で「貴ノ花」の名が「横綱」の文字に絡むことも絶えた。
当時、最大級の巨漢だった高見山との取組は、牛若丸と弁慶との対決にもたとえられる大相撲きってのゴールデンカードとして知られていた。過去に45回も対戦し、貴ノ花の29勝16敗だったが数々の名勝負が生まれている。両者最後の対戦となった1980年（昭和55年）9月場所7日目の取組では、土俵際での高見山の左小手投げと貴ノ花の右掬い投げの打ち合いで、高見山の右手が先に落ちたように見え、行司二代目式守伊三郎の軍配も貴ノ花に上がった。しかし物言いがつき、貴ノ花の髷の先端がわずかに早く土俵に付いたとして軍配差し違えで高見山の勝ちとなった。投げの打ち合いの際、貴ノ花は一切手を付かなかったため鼻を土俵に強打して出血していた。取組後のインタビューでNHKアナウンサーの「髷がなければ勝っていましたね」の問いに貴ノ花は、「髷がなければ相撲なんて取れないですよ。」と機転の利いた返しで有名になった。
貴ノ花の弟弟子でもある横綱の二代目若乃花が、北の湖と優勝を争った際には見事な援護射撃も行っている。この頃までには、脂が乗り切った大横綱の北の湖との取組ではよほどのことがない限り、貴ノ花が勝つことはなくなっていた。ところが、貴ノ花は立合いで一瞬の変化を見せ、北の湖は全く為す術もなくあっさりと土俵を割ってしまった。北の湖は取組の後で、「他の力士なら変化もあるだろうと警戒するが、貴ノ花関は今まで一度も変化したことがないから、全く無防備だった。」と後に語っている。貴ノ花が本場所の土俵で立合いの変化を見せたのはこの一回だけだといわれており、これも貴ノ花の土俵態度をよく物語る逸話の一つとして知られている。貴ノ花は黒姫山との対戦を終えたある時花道で、観客から「何だ、貴ノ花でもあんな相撲を取るのか。」と投げかけられ、以来絶対に変化しないように誓った。

### 大関50場所
1980年（昭和55年）1月場所は7勝8敗と大関昇進後唯一の皆勤での負け越しを喫し、この頃から貴ノ花の限界説が危惧されはじめていった。貴ノ花も「次で負け越したら引退する」と背水の陣で望んだ3月場所は5度目の大関角番を脱出して10勝5敗の成績を挙げ、何とか面目躍如となったもののこの場所が貴ノ花の現役最後の2桁勝利となってしまった。
1980年11月場所3日目、大関候補とも呼ばれ日の出の勢いだった元横綱の北の富士の愛弟子でもある千代の富士に一方的に敗れると、この時の相撲を引き金に貴ノ花は引退を決意したといわれている。貴ノ花と同じく軽量の千代の富士にはかねてから特に目をかけており、「喫煙を止めれば体重は増える。自分は結局止められなかったが、お前は止めろ」とのアドバイスによって千代の富士はきっぱりとタバコをやめた。その後、千代の富士も「貴ノ花関のおかげで横綱になれた。」とも後に語っている。
後年に「昭和の大横綱」へ成長した千代の富士が1991年（平成3年）5月場所限りで引退を決意したのは、奇しくも貴ノ花の実子でもある貴花田に同場所初日の初対戦で敗れたことがきっかけといわれている。千代の富士の現役最後の一番となった同場所3日目の取組相手は、同じく貴ノ花の愛弟子だった貴闘力であった。
1981年（昭和56年）1月場所では当時前人未到の大関在位50場所目を迎えた。現在は大関在位65場所・共に歴代1位タイの千代大海と魁皇に次いで歴代3位タイである。貴ノ花も序盤から全く波に乗れず、6日目の対蔵玉錦戦を最後に貴ノ花は30歳11か月でついに土俵を去った。7日目は貴ノ花の引退により不戦敗、成績は2勝5敗。貴ノ花は7日目の対戦相手でもある朝汐戦を最後の相撲として取りたかったが、貴ノ花の師匠にあたる二子山は「引退を口にした者が相撲を取ることは許されない。満、引き際というのは肝心なんだぞ。」と止められた。貴ノ花が引退した際、二子山は「さあ、これで初めて兄と弟に戻って、うまい酒が飲めるぞ。」と喜んでいる。
朝汐が不戦勝の勝ち名乗りを受ける時、館内からは貴ノ花の引退を惜しむファンからは「たかのはなあ〜」の歓声が挙がっていた。この日、実況を担当した当時NHKのアナウンサーだった杉山邦博が「今日、貴ノ花関が引退です……。」と伝えた後、思わず涙で言葉を詰まらせてしまった（このことから、後に週刊誌などで「泣きの杉山」と書かれている。）。その杉山の状況を察した解説の玉ノ海も、機転を利かせてしばらくひとりで貴ノ花評を語り続けている。この1月場所で貴ノ花は力の衰えを感じ、それを体重でカバーするために禁煙を試みたもののかえって体調不安を起こす結果となった。貴ノ花は長年、頭からぶつかる相撲だったために頸椎を痛めるなど満身創痍の状態での現役引退だった。貴ノ花の子息である長男の3代若乃花は29歳2か月、次男の貴乃花も30歳5か月と父親とほぼ同年齢でそれぞれ引退している。

### 藤島部屋創設
引退後は年寄・鳴戸を襲名し、二子山部屋付きの親方となった。1982年には藤島に名跡変更して初代若乃花の二子山部屋から分家独立し、藤島部屋を興した。後に長男の若花田（横綱・3代目若乃花）、次男の貴花田（横綱・貴乃花）が入門し、大きな話題になった。この時、息子二人には「甘やかすことはできない。親子の縁は切るぞ」とかつて自身が兄に言われたのと同様の言葉を与えている。卓越した指導能力は折り紙つきで、他にも後に大関となる貴ノ浪、関脇の安芸乃島や貴闘力など有力力士が育ち、藤島部屋は一気に有力部屋へと発展した。琴錦も藤島部屋の稽古について、「あの部屋は稽古量が多い上に、一つひとつ中身が濃く無駄がない。最後の仕上げのトレーニングまで、若い衆だけでなく関取も含め全員でやっていたんですよ」と後年振り返っている。歴史学者で、江戸東京博物館の竹内誠名誉館長が部屋の新弟子が相撲教習所に入所する度に藤島が挨拶に出向いたことを話しており、親方としての礼儀正しさを評価している。未成年時代に兄弟子に酒を強要されたことから、弟子の飲酒に関しては気を遣った。パワー相撲を得意とする巨漢力士の育成を苦手としており、豊ノ海、五剣山は将来を大きく期待されながらも、大きな体を活かした相撲を身につけることができず期待に応えることができなかった。同じく巨漢であった摩天楼と藤ノ花は関取にすらなることができなかった。

### 二子山部屋継承
1993年、兄でもある二子山の停年直前に年寄名跡を交換して年寄・二子山となり兄が一代で大勢力に育てた二子山部屋を継承、藤島部屋と二子山部屋の合併により二子山部屋は一気に大部屋になったが、当時の貴花田にとって数少ない強敵（通算対戦成績で負け越している。）だった三杉里との対戦がなくなるなどの点が指摘された。角界一の大部屋とあって、タニマチや食糧事情は非常に充実していた。1994年11月場所後に次男の貴乃花が横綱に昇進すると、二子山部屋は絶頂期を迎えた。1998年5月場所後には長男の若乃花も横綱に昇進し兄弟同時横綱の壮挙が実現するが、その直後から若乃花・貴乃花兄弟の不仲や貴乃花の「洗脳騒動」など周囲に暗雲が漂いはじめる。弟子の貴乃花が2003年に引退すると、部屋を譲り部屋付きとなった。（これを機に二子山部屋は貴乃花部屋と改称された。）
日本相撲協会では1992年に監事（現在の副理事）、1996年には理事に昇格し、巡業部長となった。同年に年寄名跡『二子山』の譲渡金およそ3億円の申告漏れを指摘され、巡業部長の職を解かれたが後に復帰し2002年には審判部長、2004年2月から事業部長に就任した。

### 晩年・55歳で早世
2003年秋頃からは顎の痛みを訴えるなど体調を崩していたため、入退院を繰り返しながら病気療養を続けていた。2004年夏頃に再入院してからは喉が詰まって普通に話をすることさえままならない状態となり、相撲協会の職務を休みがちとなっていた。当初の病名は公には「口内炎」と発表していた。入院時には北の湖理事長（1期目当時）を初め、相撲関係者からの見舞いはほとんど断っていた。
2005年1月30日には、二子山が自らスカウトした愛弟子の音羽山（元大関・貴ノ浪）の断髪式に入院先の病院から駆け付け、国技館内の好角家からは大きな拍手が送られた。ところが、投薬治療が長く続いた影響か、この時の二子山の顔色は明らかに優れず頭髪も薄くなっていた。二子山は土俵に上がる際には足がよろけて自力で登ることができず、呼出の手を借りなければならないほど体調は相当に悪化した状態だった。昭和の大相撲を彩り、一時代を築いた人気力士だった頃の面影もほとんど失われ、まるで別人のように衰えた二子山の姿に会場の好角家は衝撃を受け、涙を禁じ得ない者もいた。
この頃から二子山は重病説などが囁かれるようになったこともあり、同年2月23日にはそれまでの口内炎の病名を改め、次男の貴乃花からは「口腔底癌です」であることが発表された（二子山は現役時代からヘビースモーカーとして知られ、これが一番の病因ともいわれている。）。顔の下部を切除して癌を全摘すれば予後は必ずしも悪くはならないとされたが、そうなると人相がハッキリと変わってしまう。それが美男と知られた二子山にとっては屈辱であったのか、患部の部分切除に留めた。その後、二子山は意識不明の重体に陥り、3カ月後の5月30日に口腔底癌のため東京都文京区の順天堂大学医学部附属順天堂医院で死去した。55歳没。結果的に同年1月の貴ノ浪の引退相撲が二子山の生涯最後の公の姿となった。その貴ノ浪も、10年後の2015年に43歳で死去している。
自ら手塩にかけ育て上げた2人の愛息子であり、愛弟子でもあった若貴兄弟の確執を巡るスキャンダルに悩まされ貴乃花部屋の規模も衰えて関取不在の状況となり、妻の憲子とは2001年には離婚するなど現役時代に「角界のプリンス」と呼ばれた花形力士としては、いささか寂しい晩年でもあった。
6月2日に各界著名人、ファンを集めて二子山の告別式が行われた。6月10日、従五位に叙せられ旭日小綬章を授与された（叙位・叙勲の日付は死去日の5月30日）。6月13日には両国国技館において、北の湖日本相撲協会理事長（当時）を葬儀委員長として日本相撲協会葬が執り行われた。戒名は霊友会からの「誠生院法憲祐幸智徳善士」と天桂寺からの「双綱院貴関道満居士」の二つがある。
年寄名跡の藤島は最終的に出羽海一門の武双山に譲渡されたが、この決定に貴乃花が激怒したと伝わる。もっとも藤島は貴ノ花が保有するまでは長年出羽海一門の保有する名跡であって、旧に復するものであった。2004年6月上旬に順天堂病院に再入院した際に、部屋の土地と建物の権利書を貴乃花が持ち出したことに二子山が激怒して貴乃花の見舞いを拒否した、と報じられる。

## 家系図
```
┌○─○┬ 
武ノ里

│　　　└ 吉崎
│　　　　　　　　　　　 　　　┌ 若剛志
│　　　　　　　　┌ 
若乃花Ⅰ
―┤
│　　　　　　　　│　　　　　 └(女)
│　　　　 (男)   ├ 若緑　　　 　‖(離婚)
│　　　　　 ‖ ─┤　　　　 　 
若乃花Ⅱ

└○─○┬ (女)   ├─(女)
　　　　│　　 　 │　 ‖
　　　　│　　 　 │　 
大豪

　　　　│　　 　 │　　　　　 ┌ 
若乃花Ⅲ

　　　　│　　 　 └ 
貴ノ花
――┤
　　　　└ (女)　 　　　　　   └ 
貴乃花

　　　　　　‖　　　　　　　　　　　　‖ ――
花田優一

　　　　　峯ノ越　　　　　　　　　
河野景子
```

## 主な成績
- 通算成績：726勝490敗58休 勝率.597
- 幕内成績：578勝406敗58休 勝率.587
- 大関成績：422勝278敗42休 勝率.603
- 現役在位：95場所
- 幕内在位：70場所
- 大関在位：50場所（当時1位、現在歴代3位）
- 三役在位：11場所（関脇6場所、小結5場所）
- 三賞：9回
  - 殊勲賞：3回（1970年9月場所、1971年5月場所、1971年7月場所）
  - 敢闘賞：2回（1972年7月場所、1972年9月場所）
  - 技能賞：4回（1971年3月場所、1971年9月場所、1972年5月場所、1972年7月場所）
- 金星：1個（北の富士1個）
- 各段優勝
  - 幕内最高優勝：2回（1975年3月場所、1975年9月場所）
  - 十両優勝：2回（1968年9月場所、1969年11月場所）
  - 序ノ口優勝：1回（1965年7月場所）

### 場所別成績
| | 一月場所 初場所（東京） | 三月場所 春場所（大阪） | 五月場所 夏場所（東京） | 七月場所 名古屋場所（愛知） | 九月場所 秋場所（東京） | 十一月場所 九州場所（福岡） |
| --- | ----------------------- | ----------------------- | ----------------------- | --------------------------- | ----------------------- | --------------------------- |
| 1965年 （昭和40年） | x                       | x                       | （前相撲）              | 西序ノ口15枚目 優勝 6–1     | 西序二段85枚目 6–1      | 西序二段13枚目 5–2          |
| 1966年 （昭和41年） | 東三段目74枚目 5–2      | 東三段目47枚目 4–3      | 東三段目37枚目 4–3      | 西三段目17枚目 6–1          | 西幕下73枚目 5–2        | 西幕下52枚目 5–2            |
| 1967年 （昭和42年） | 東幕下38枚目 4–3        | 東幕下31枚目 4–3        | 西幕下30枚目 4–3        | 東幕下22枚目 5–2            | 西幕下13枚目 6–1        | 東幕下4枚目 4–3             |
| 1968年 （昭和43年） | 東幕下2枚目 5–2         | 東十両12枚目 8–7        | 東十両10枚目 7–8        | 東十両12枚目 8–7            | 西十両8枚目 優勝 11–4   | 東前頭13枚目 8–7            |
| 1969年 （昭和44年） | 西前頭11枚目 7–8        | 東前頭12枚目 0–8–7      | 東十両11枚目 9–6        | 西十両5枚目 9–6             | 西十両筆頭 7–8          | 西十両2枚目 優勝 11–4       |
| 1970年 （昭和45年） | 西前頭9枚目 10–5        | 東前頭2枚目 3–12        | 西前頭11枚目 8–7        | 東前頭7枚目 11–4            | 西小結 9–6 殊           | 東関脇 7–8                  |
| 1971年 （昭和46年） | 東小結 2–4–9            | 東前頭5枚目 9–6 技      | 西小結 8–7 殊           | 東小結 8–7 殊               | 西関脇 9–6 技           | 東関脇 8–7                  |
| 1972年 （昭和47年） | 西関脇 6–9              | 西前頭筆頭 10–5 ★       | 東小結 11–4 技          | 西関脇 12–3 敢技            | 東関脇 10–5 敢          | 西大関 9–6                  |
| 1973年 （昭和48年） | 西張出大関2 8–7         | 東張出大関 0–3–12       | 西張出大関 8–7          | 西張出大関 8–7              | 東張出大関 9–6          | 西大関 9–6                  |
| 1974年 （昭和49年） | 東大関 9–6              | 西大関 10–5             | 西大関 2–4–9            | 西張出大関 10–5             | 東大関 8–7              | 東大関 11–4                 |
| 1975年 （昭和50年） | 東大関 10–5             | 東大関 13–2             | 東大関 9–6              | 西大関 0–4–11               | 西大関 12–3             | 東大関 8–7                  |
| 1976年 （昭和51年） | 西大関 9–6              | 東大関 9–6              | 西大関 10–5             | 東大関 9–6                  | 東大関 10–5             | 東大関 9–6                  |
| 1977年 （昭和52年） | 西大関 12–3             | 東大関 13–2             | 東大関 10–5             | 西大関 8–7                  | 東張出大関 10–5         | 東張出大関 10–5             |
| 1978年 （昭和53年） | 西大関 0–5–10           | 西張出大関 8–7          | 西張出大関 8–7          | 西張出大関 8–7              | 西張出大関 8–7          | 西大関 10–5                 |
| 1979年 （昭和54年） | 西大関 9–6              | 西大関 9–6              | 西大関 9–6              | 西大関 9–6                  | 東大関 10–5             | 東大関 9–6                  |
| 1980年 （昭和55年） | 東大関 7–8              | 西大関 10–5             | 東大関 8–7              | 東大関 9–6                  | 東大関 9–6              | 東大関 8–7                  |
| 1981年 （昭和56年） | 東大関 引退 2–5–0       | x                       | x                       | x                           | x                       | x                           |
| 各欄の数字は、「勝ち-負け-休場」を示す。 優勝 引退 休場 十両 幕下 三賞：敢=敢闘賞、殊=殊勲賞、技=技能賞 その他：★=金星 番付階級：幕内 - 十両 - 幕下 - 三段目 - 序二段 - 序ノ口 幕内序列：横綱 - 大関 - 関脇 - 小結 - 前頭（「#数字」は各位内の序列） |                         |                         |                         |                             |                         |                             |

## 合い口
- 元横綱・大鵬には2勝3敗。1971年5月場所で寄り倒しで勝った相撲が、大鵬の現役最後の一番となった。
- 元横綱・玉の海には7戦全敗。
- 元横綱・北の富士には5勝13敗。
- 元横綱・琴櫻には7勝10敗(不戦勝2、不戦敗1を含む)。大関同士の対戦は2敗、琴櫻の横綱昇進後は2勝3敗。
- 元横綱・輪島には17勝31敗。大関同士の対戦は1勝2敗、輪島の横綱昇進後は12勝24敗。
- 元横綱・北の湖には10勝36敗。他に優勝決定戦で2勝がある。大関同士の対戦は1勝1敗、北の湖の横綱昇進後は4勝12敗。
- 元横綱・三重ノ海には24勝21敗。大関同士の対戦は10勝8敗、三重ノ海の横綱昇進後は1勝3敗。
- 元横綱・千代の富士には4勝6敗。いずれも千代の富士が大関・横綱に昇進前の対戦である。
- 元大関・清國には8勝7敗。大関同士の対戦は2勝1敗。
- 元大関・前の山には10勝5敗。大関同士の対戦はなし。
- 元大関・大麒麟には6勝13敗。大関同士の対戦は2勝6敗。
- 元大関・大受には15勝8敗(不戦敗1を含む)。大関同士の対戦は2勝。
- 元大関・魁傑には17勝20敗。大関同士の対戦は4勝4敗。
- 元大関・旭國には26勝11敗(不戦勝1を含む)。大関同士の対戦は13勝4敗。
- 元大関・増位山には21勝13敗(不戦敗1を含む)。大関同士の対戦は3勝1敗。
- 元大関・琴風には8勝4敗。いずれも琴風の大関昇進前の対戦である。
- 元大関・朝汐(4代)には5勝4敗(不戦敗1を含む)。いずれも朝汐の大関昇進前の対戦である。

## 幕内対戦成績
| 力士名   | 勝数 | 負数 | 力士名   | 勝数  | 負数 | 力士名   | 勝数  | 負数 | 力士名     | 勝数 | 負数  |
| -------- | ---- | ---- | -------- | ----- | ---- | -------- | ----- | ---- | ---------- | ---- | ----- |
| 青ノ里   | 0    | 1    | 青葉城   | 6     | 2    | 青葉山   | 7     | 3    | 朝汐(4代)  | 5    | 4(1)  |
| 淺瀬川   | 1    | 0    | 朝登     | 1     | 1    | 旭國     | 26(1) | 11   | 天ノ山     | 1    | 4     |
| 嵐山     | 1    | 0    | 荒勢     | 19    | 9    | 大位山   | 1     | 0    | 大潮       | 3    | 2     |
| 巨砲     | 5    | 3    | 大錦     | 3     | 2    | 大登     | 1     | 0    | 大鷲       | 1    | 0     |
| 魁輝     | 11   | 3    | 魁傑     | 17    | 20   | 海乃山   | 1     | 1    | 和晃       | 2    | 1     |
| 北瀬海   | 7    | 3    | 北の湖   | 10**  | 36   | 北の花   | 1     | 0    | 北の富士   | 5    | 13    |
| 清國     | 8    | 7    | 麒麟児   | 15    | 7    | 蔵間     | 7     | 3    | 黒瀬川     | 2    | 3     |
| 黒姫山   | 23   | 16   | 高鉄山   | 2     | 3    | 琴風     | 8     | 4    | 琴櫻       | 7(2) | 10(1) |
| 琴若     | 4    | 0    | 金剛     | 17    | 4    | 蔵玉錦   | 2     | 2    | 白田山     | 1    | 0     |
| 大峩     | 5    | 2    | 大麒麟   | 6     | 13   | 大受     | 15    | 8(1) | 大雪       | 1    | 1     |
| 大鵬     | 2    | 3    | 大雄     | 3     | 2    | 大竜川   | 2     | 1    | 高見山     | 29   | 16    |
| 玉輝山   | 4    | 1    | 玉の海   | 0     | 7    | 玉ノ富士 | 11    | 12   | 千代の富士 | 4    | 6     |
| 出羽の花 | 4    | 5    | 天龍     | 1     | 0    | 闘竜     | 1     | 0    | 時葉山     | 2    | 2     |
| 栃赤城   | 6(1) | 3    | 栃東     | 6     | 4    | 栃王山   | 3     | 3(1) | 栃光       | 19   | 4(1)  |
| 栃富士   | 1    | 1    | 羽黒岩   | 3     | 9(1) | 長谷川   | 20    | 8    | 花光       | 0    | 2     |
| 播竜山   | 2    | 0    | 福の花   | 13    | 3    | 富士櫻   | 25    | 7    | 藤ノ川     | 4    | 2     |
| 双津竜   | 5    | 1    | 鳳凰     | 3     | 1    | 前の山   | 10    | 5    | 増位山     | 21   | 13(1) |
| 舛田山   | 1    | 3    | 三重ノ海 | 24    | 21   | 三杉磯   | 4     | 0    | 明武谷     | 0    | 1     |
| 陸奥嵐   | 5    | 1    | 豊山     | 22    | 1    | 吉王山   | 1     | 1    | 義ノ花     | 1    | 4     |
| 琉王     | 5    | 0    | 龍虎     | 6     | 3    | 若天龍   | 1     | 1    | 若浪       | 3    | 2     |
| 若鳴門   | 0    | 1(1) | 若ノ海   | 3     | 1    | 若二瀬   | 3     | 3    | 若見山     | 1    | 0     |
| 輪島     | 17   | 31   | 鷲羽山   | 12(1) | 4    |          |       |      |            |      |       |

- 他に優勝決定戦で北の湖に2勝がある。

## 改名歴
姓名判断に凝っていた二子山の意向で7回も改名しており、当時の専門家は最終の四股名を正確に把握することに苦労した。
- 花田 満（はなだ みつる） 1965年5月場所 - 1969年11月場所
- 貴ノ花 満（たかのはな - ） 1970年1月場所 - 1973年7月場所
- 貴ノ花 利章（ - としあき） 1973年9月場所 - 1973年11月場所
- 貴ノ花 利彰（ - としあき） 1974年1月場所 - 1974年3月場所
- 貴ノ花 満郎（ - みつお）[45] 1974年5月場所 - 1974年7月場所
- 貴ノ花 健士（ - けんし） 1974年9月場所 - 1977年9月場所
- 貴乃花 健士（たかのはな - ） 1977年11月場所 - 1978年5月場所
- 貴ノ花 利彰（たかのはな としあき） 1978年7月場所 - 1981年1月場所

## 年寄変遷
- 鳴戸 満（なると みつる） 1981年1月 - 1981年12月
- 藤島 利彰（ふじしま としあき） 1981年12月 - 1993年2月
- 二子山 利彰（ふたごやま としあき） 1993年2月 - 1995年11月,11代二子山
- 二子山 満（ - みつる） 1995年11月 - 2005年5月（死去）

## 弟子
※藤島部屋時代から2003年1月まで
横綱
- 貴乃花光司（65代・東京） ※藤島部屋時代に入門
- 若乃花勝（花田虎上）（66代・東京） ※藤島部屋時代に入門

大関
- 貴ノ浪貞博（青森）11代二子山・貴乃花弟子 ※藤島部屋時代に入門

関脇
- 若翔洋俊一（東京）10代・11代二子山弟子
- 安芸乃島勝巳（広島） ※藤島部屋時代に入門
- 貴闘力忠茂（兵庫） ※藤島部屋時代に入門

小結
- 隆三杉太一（神奈川）10代・11代二子山弟子
- 三杉里公似（滋賀）10代・11代二子山弟子
- 浪乃花教天（青森）10代・11代二子山弟子

前頭
- 豊ノ海真二（前1・福岡） ※藤島部屋独立に同行

十両
- 五剣山博之（十6・香川） ※藤島部屋時代に入門

## 歌
| 発売日 | レーベル | 規格品番 | 面 | タイトル                | 作詞家     | 作曲家     | 編曲家   | 備考             |
| ------ | -------- | -------- | -- | ----------------------- | ---------- | ---------- | -------- | ---------------- |
| 1969年 | ビクター | SV-834   | A  | 男なみだのブルース      | 平山忠夫   | 渡久地政信 | 寺岡真三 | 名義：花田       |
| 1969年 | ビクター | SV-834   | B  | 3番ゲートで待ってるよ   | 杉野大三郎 | 渡久地政信 | 寺岡真三 |                  |
| 1975年 | トリオ   | 3A-139   | A  | 貴ノ花 男の花道         | 山上路夫   | 都倉俊一   | 高田弘   | 名義：貴ノ花健士 |
| 1975年 | トリオ   | 3A-139   | B  | 貴ノ花唄い込み 相撲甚句 | 山上路夫   |            |          | 歌：呼び出し三郎 |

## テレビCM
- 東京ガス（1969年 - 1978年）[46]
- カネボウ食品「ファンシーカップ ハイ・ヌードル」（1975年）
- 大英産業「大英郡山ハイツ」（妻の憲子と共演、鹿児島ローカル）
- パンアメリカン航空（柳生博と共演、1983年）
- 霊友会（師匠・二子山や息子達と共演）
- 資生堂「アウスレーゼ」「WAVY BOY」（輪島大士…当時の花籠と共演）
- サントリー「ナマ樽」（成田三樹夫・田中好子・桂三枝（現在の六代目桂文枝）→レオナルド熊・高見知佳→所ジョージ・田中美佐子と共演）
- 紀文「越前棒」（妻の憲子と共演）
- 黄桜「本造り」